# Uzeničky
Uzeničky är en ort i Tjeckien.   Den ligger i regionen Södra Böhmen, i den centrala delen av landet, 70 km sydväst om huvudstaden Prag. Uzeničky ligger 510 meter över havet och antalet invånare är 135.
Terrängen runt Uzeničky är platt. Runt Uzeničky är det ganska glesbefolkat, med 34 invånare per kvadratkilometer. Närmaste större samhälle är Blatná, 8,7 km sydväst om Uzeničky. Trakten runt Uzeničky består till största delen av jordbruksmark.